# Orquídea Minetti
Orquídea Minetti Fernández (Montevideo, 26 de septiembre de 1954) es una política, legisladora y productora rural uruguaya.
Representante en la Cámara de Diputados del Frente Amplio.

## Trayectoria
Su educación primaria y secundaria la realizó en Pando, Canelones, en la Escuela de Villa García y en el Liceo Luis Alberto Brause.
Se inscribió a los 14 años de edad en el Movimiento de Liberación Nacional - Tupamaros dando inicio a su actividad política, actividad que le provocó ser arrestada y alojada bajo reclusión en la base aérea de Boiso Lanza desde diciembre de 1973 hasta marzo de 1974.
Una vez restaurada la democracia en Uruguay prosiguió su actividad política llegando a ser diputada en abril de 2013 representando al Departamento de Canelones.